# Viracocha Inca
Viracocha Inca (Quíchua: Wiraqucha Inka, 1380  -- 1448), seu nome de nascimento era Hatun Tópac, foi o oitavo Sapa Inca e governador de Cusco e o terceiro da dinastia Hanan. Escolheu o nome Viracocha Inca após ter sonhado com o deus Viracocha adotando a divindade como sua protetora. 
Seu pai era Yahuar Huacac. Sua esposa principal (Coya) foi Mama Runtu (Runtu Coya)  filha do Curaca de Anto e com ela teve os seguintes filhos: Inca Rocca, Tupac Yupanqui, Pachacuti e Capac Yupanqui. Com Curi-chulpi, teve mais dois filhos, Inca Urco e Inca Socso.  

## Vida
Após o assassinato de Yahuar Huácac foi muito difícil escolher um herdeiro pois a maioria de seus filhos fora morta ao seu lado. Então escolheram Viracocha Inca porque pertencia a mesma dinastia.
Viracocha Inca conquistou os curacados de Yucay e de Kakya Qawani. Gostou tanto de Kakya que construiu seu palácio naquela localidade.
Durante o reinado de Viracocha constantemente eram atacados pelos Ayamarcas e pelos Guayamarcas mas sempre conseguiram se defender com sucesso.
Viracocha melhorou as técnicas agrícolas e com isso aumentou a capacidade de adquirir suprimentos. Expandiu os pomares e aumentou a produção têxtil, introduziu o tocapus (as figuras geométricas tecidas nas roupas dos nobres) que seria criada por sua esposa Mama Runto.
Viracocha viajou para o Reino dos Aimarás deixando como Ratin Inca (vice-rei) seu filho favorito Inca Urco. Nesta viagem selou acordos de amizade com os Aimarás e outros curacados da região do Vale do Rio Urubamba, ao retornar decidido construir seu palácio em Kakya e a viver permanentemente com Curi-chulpi, uma esposa secundária, mas que amava fervorosamente mais que qualquer outra. Kakya Qawani acabou sendo conhecida como Yuchuy Cuzco (Quíchua: Huchuy Qosqo, Pequena Cusco).
Durante seu governo, o poderoso líder dos Chancas, Uscovilca enviou dois emissários exigindo sua rendição e a entrega incondicional de seus domínios, incluindo Cusco, Viracocha aceitou a exigência e fugiu para Chita com sua esposa e filhos.
Após a rendição de Viracocha, Inca Urco deixa a cidade e vai ao encontro de seu pai. Isso gerou uma grande incerteza e confusão em Cusco. Só permaneceram na capital os principais capitães, Apo Mayta e Vicaquirao, assim como os filhos da Coya de Viracocha. Entre eles Cusi Yupanqui (Pachacuti), que apoiado por Apo Mayta, fez um pedido de ajuda aos povos vizinhos, e depois de obter aliados combate e expulsa os Chancas de Cusco.
Depois de uma séria de entreveros Pachacutec acaba matando Inca Urco em legitima defesa (Urco organizou um exercito para atacar Pachacutec em Cusco), isso acabou criando um grande ressentimento em Viracocha, que nunca mais retornou a Cusco.
Viracocha morreu no esquecimento dez anos depois, muito grisalho (coisa rara para andinos) e sufocado pelo remorso.

| Precedido por Yahuar Huacac | 8º Cápac Inca Dinastia Hanan Cusco (1400-1438) | Sucedido por Pachacuti              |
| Precedido por Yahuar Huacac | 8º Inca do Curacado de Cusco (1400-1438)       | Sucedido por Início do Tawantinsuyu |